# Kagaboyazi Taung
Kagaboyazi Taung (ang. Hkakabo Razi) – szczyt w Mjanmie, kilka kilometrów od granicy z Chinami. Ma wysokość 5881 m n.p.m. i jest najwyższym wzniesieniem w Mjanmie. Leży na terenie Parku Narodowego Hkakabo Razi.
Pierwszego wejścia na szczyt dokonali dwaj wspinacze: Takashi Ozaki z Japonii i Nyima Gyaltsen z Mjanmy.